# Trohe (Adelsgeschlecht)

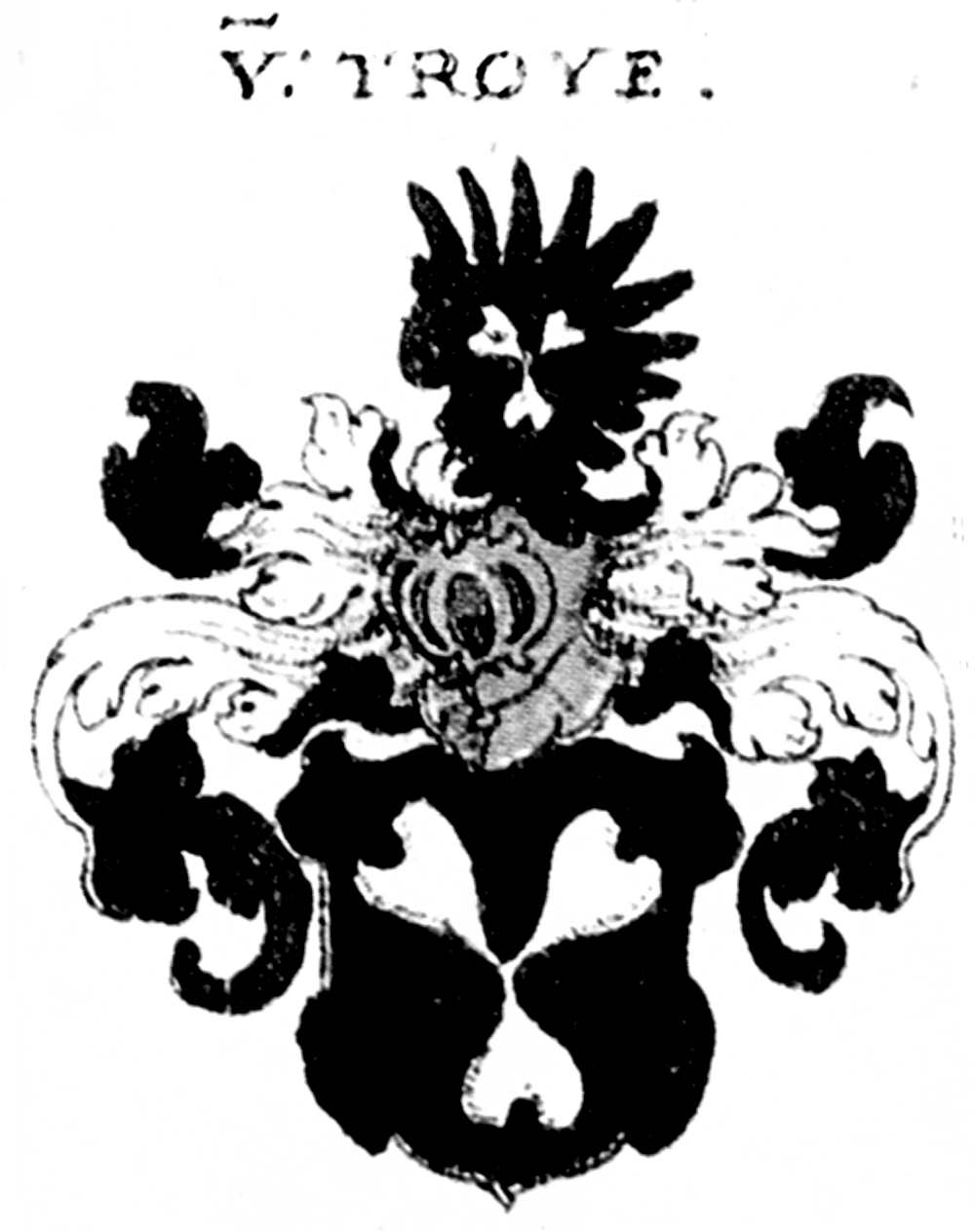
Wappen derer von Trohe

Trohe (auch Drohe, Troye, Trahe, Drahe, Trah, Dra und von der Aa) ist der Name eines Adelsgeschlechtes, das seit dem Jahre 1210 im hessischen Raum in Erscheinung tritt.
Eventuell kam es im Gefolge der Grafen v. Peilstein aus Österreich nach Hessen.

## Geschichte

Epitaph der Brüder Georg, Johann und Philipp von Trohe von 1596, ausgestellt im Kreuzgang des Doms zu Mainz. Der Text ist mit dem in der Renaissance wieder aufgekommenen D.O.M. überschrieben

Die Ersterwähnung der Familie von Trohe im hessischen Raum war 1210. Sie waren mit der Familie v. Buseck Ganerben des Busecker Tales.
Im Jahre 1337 verleiht Kaiser Ludwig IV. (der Bayer) nach dem Tode Erwins v. Trohe an die festen Mannen Gottfried und Hermann v. Trohe das Gericht Buseck, mit allen Rechten, die ihre Vorfahren schon hatten. In der Folgezeit teilen sie sich das Lehen mit der Familie von Buseck.
Die Trohe besaßen (mindestens) eine Burg, die Weißburg, in Trohe, die sie bereits 1471 wieder verkauften. Danach scheint die Familie im gleichnamigen Ort keine Besitzungen mehr gehabt zu haben. Sie siedelte zu dieser Zeit bereits im Nachbarort Großen-Buseck, wo sie mehrere Adelssitze hatten. Darunter auch das von ihnen erbaute Schloss, das heute als Gemeindeverwaltung dient. Weitere Adelssitze innerhalb des Busecker Tales hatten sie in Alten-Buseck, Reiskirchen und Rödgen.
Vertreter der Adelsfamilie Trohe hatten im 15. Jh. von den Isenburgern Teile des Zehnten zu Großen-Buseck zu Lehen, sowie das Patronat zu Großen-Buseck, Alten-Buseck, Beuern, Burkhardsfelden und Oppenrod.
Die Familie stand im Dienste verschiedener Herren. Sie verdingten sich den hessischen Landgrafen, dem Klerus und dem Deutschen Orden.
Im Mainzer Domkreuzgang befindet sich ein Epitaph der Georg, Johann und Philipp von Drohe (1596).
Im Mannesstamm starb die Familie im Jahre 1641 mit dem Tod Philipp Heinrich v. Trohes aus. Seine im selben Jahr geborene Tochter Anna Elisabeth brachte die Troher Besitzungen mit ihrer Ehe in die Familie v. Buseck gen. Münch ein.

## Familienzweige
Neben der Familie von Trohe ohne Beinamen gehören zur Familie noch die Setzpfand v. Trohe und Kornigel v. Trohe.

## Wappen
Blasonierung: In Schwarz ein silbernes Seeblatt/Kleeblatt (in der Mitte berühren sich die Spitzen dreier silberner Seeblätter). Auf dem Helm mit schwarz-silbernen Helmdecken ein wie der Schild bezeichneter Flug.

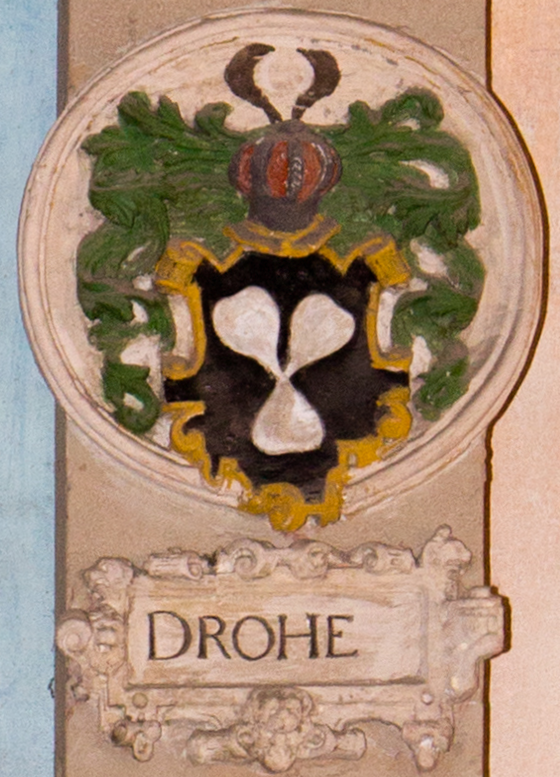
Wappen auf dem Epitaph des Henrich von Selbollt im Kreuzgang des Mainzer Doms
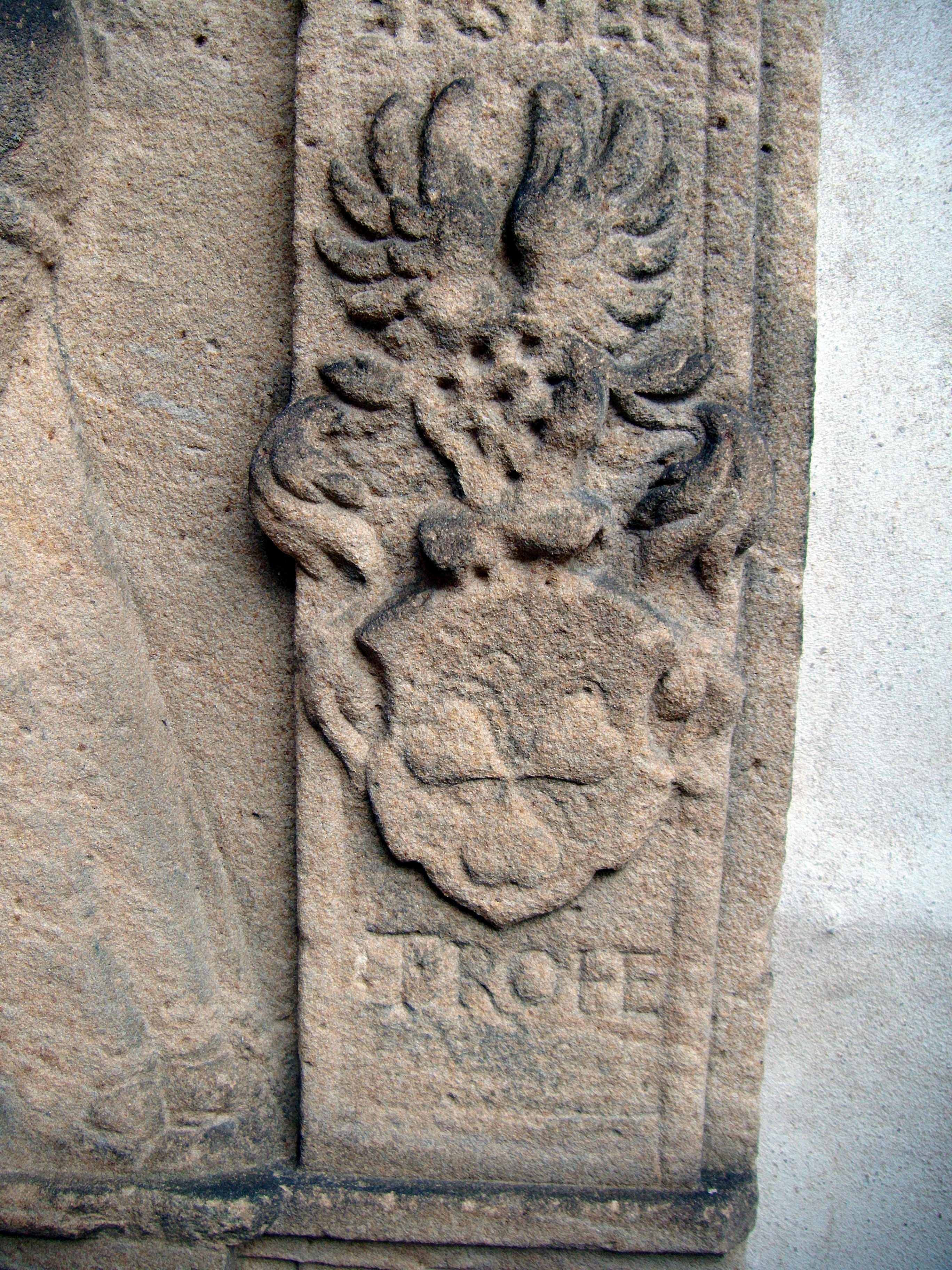
Ahnenwappen auf dem Grabstein von Wolf Leyser von Lambsheim (1547–1587), Pfarrkirche St. Ulrich (Deidesheim)

## Namensträger
- Johann Valentin von Trohe (1589–1595, Deutschordenskomtur in Öttingen)
- Johannes Eitel von Trohe (1570–1572, Propst im Kloster Höchst)